# Tenrikyō
 (novembre 2018).
Si vous disposez d'ouvrages ou d'articles de référence ou si vous connaissez des sites web de qualité traitant du thème abordé ici, merci de compléter l'article en donnant les références utiles à sa vérifiabilité et en les liant à la section « Notes et références ».
Le tenrikyō (天理教) est un mouvement religieux d'origine japonaise appartenant au groupe des shinshūkyō (les nouveaux mouvement religieux du Japon). Au début du XXIe siècle, les principales actions de tenrikyō sont situées au siège de l'Église tenrikyō (Tenri, Nara, Japon), qui soutient 16 833 églises gérées localement au Japon, la construction et l'entretien de l'oyasato-yakata et diverses organisations. Elle compte 1,75 million d'adeptes au Japon et on estime qu'elle en compte plus de 2 millions dans le monde.

## Histoire
Le tenrikyō a été fondé le 26 octobre 1838 par Nakayama Miki, connue sous le nom d'Oyasama. Le Dieu-parent, Oyagami ou Tenri-Ō-no-Mikoto lui aurait révélé sa volonté de sauver les êtres humains.

## Enseignement
D’après l’enseignement du tenrikyō, Oyagami, le Dieu-parent, aurait créé ce monde humain afin de mener les personnes à la vie de joie qui est cultivée par des actes de charité et de pleine conscience appelés hinokishin. La vie de joie est donc le but de l’existence humaine. Par conséquent, les humains seraient tous frères et sœurs.
Selon cet enseignement, chaque être humain emprunte un corps à Oyagami et seul son cœur lui appartient en propre. La vie de joie dans ce monde dépend du cœur de chacun. Les différents problèmes tels que les maladies, les guerres, les problèmes sociaux et autres sont causés par l'ignorance des personnes croyant pouvoir vivre grâce à leurs propres forces et ignorant l’existence et la protection que donne chaque jour Oyagami.
Dans cet enseignement, toute pensée qui n’est pas en accord avec la volonté divine se voit assimilée à de la poussière qui obscurcit les cœurs et provoque toutes les souffrances. Qu’elles soient d’ordre physique, psychologique ou autres, celles-ci ne sont pas infligées par un dieu vengeur mais sont le moyen choisi par Oyagami pour avertir les humains que leurs cœurs ne sont pas conformes à son dessein.

Après avoir reçu de tels avertissements, il est dit que, si l'on prend conscience de la protection d’Oyagami, il est alors possible de surmonter toutes les difficultés de quelque ordre que ce soit et de trouver une source de joie dans tout ce qui arrive au cours de la vie.

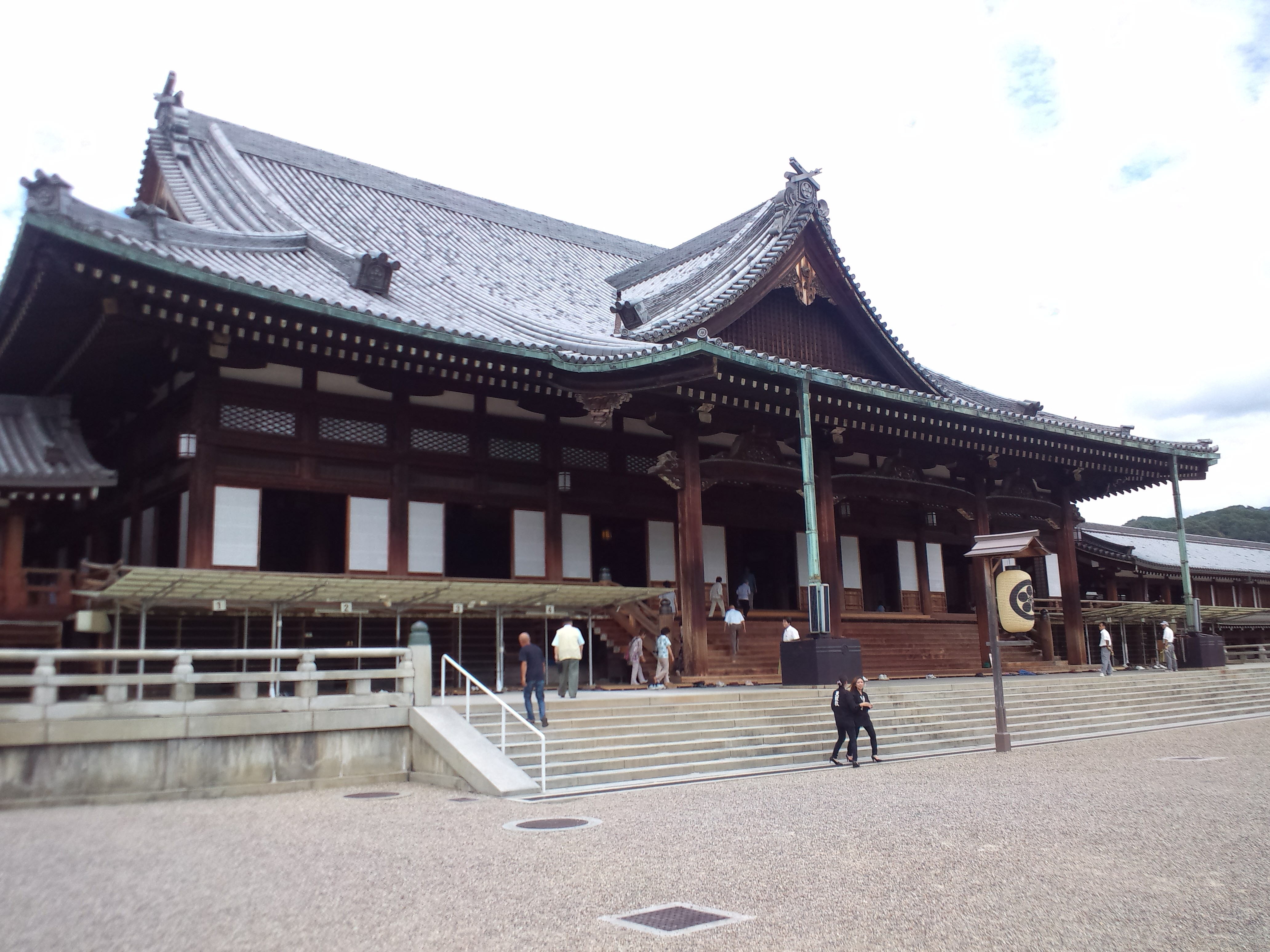
Siège de Tenrikyō

### Tenrikyō et sport
Selon les principes religieux de tenrikyō, il faut être reconnaissant envers Oyagami pour la mise à disposition d'un corps et célébrer la vie de joie par des performances sportives. En conséquence, l'enseignement du sport est important à l'Université de Tenri et au lycée attaché au mouvement religieux, qui a remporté à plusieurs occasions le tournoi national de baseball au Stade Kōshien. Plusieurs champions olympiques de judo sont des anciens étudiants de l’Université de Tenri.

## Tenri-Ō-no-Mikoto
Tenri-Ō-no-Mikoto (天理王命) est le nom du Dieu unique et créateur de tout l'univers de la religion tenrikyō. Le nom le plus utilisé pour désigner Tenri-Ō-no-Mikoto en dehors du rituel est « Dieu le parent »; en japonais, le nom commun équivalent est Oyagamisama. Dans le tenrikyō, Dieu n'a pas de genre.
Les adeptes du tenrikyō varient dans leur compréhension de ce créateur, de la compréhension première d'un esprit (kami, dieu/divinité), en passant par la causalité naturelle sous-jacente (tsukihi, Lune-Soleil) et finalement à une compréhension d'une relation parentale entre le créateur et eux-mêmes (oya, parent). Cette progression de la compréhension est un enseignement clé du tenrikyō où il est admis que tout doit procéder « pas à pas », par petites étapes de compréhension plutôt que par grands sauts de foi.
En 1880, afin d'échapper aux incessantes persécutions du gouvernement, le tenrikyō se place de lui-même sous l'administration d'un temple shugendō appelé le Jifuku-ji. Au cours de cette période, Tenri-Ō-no-Mikoto est officiellement appelé Tenrin-Ō-Nyorai (en) et les kanji de divers autres divinités sont changés mais en 1890, le tenrikyō reçoit l'approbation du gouvernement de Meiji et les noms originaux sont restaurés.